# LabourStart
LabourStart — вебсайт для розповсюдження новин та координації міжнародних кампаній солідарності профспілок. Ресурс публікує новини від власних кореспондентів, а також функціонує як агрегатор новин профспілкового руху (у форматах RSS та JavaScript).  Посилання на новини з інших джерел вносяться до бази даних ресурсу зареєстрованими кореспондентами в ручному режимі. Новини з LabourStart транслюються понад 730 профспілковими вебсайтами з усього світу. Реалізовано окремі стрічки новин для різних мов, країн та регіонів, а також деяких штатів США та кожної провінції Канади. Існують спеціальні стрічки новин для онлайн кампаній, жіночі профспілкові новини, та навіть стрічка з питань Здоров'я та безпеки, яка функціонує спільно з Hazards.
Посилання на новини збираються за допомогою мережі з близько 960 кореспондентів-волонтерів та публікуються 27 мовами.
Крім новин на LabourStart розміщено онлайн колекцію профспілкових відео-новин, фото тижня, та щорічний конкурс найкращого профспілкового фото та відео.

## Історія
LabourStart було засновано у березні 1996 року Еріком Лі з метою розповсюдження оновлень до його книги «Робітничий рух та Інтернет: новий інтернаціоналізм». Сайт початково розміщувався на хостингу Solinet, сайту Канадійської профспілки держслужбовців Canadian Union of Public Employees, а його редактор знаходився в Ізраїлі у кібуці Ейн Дор. У червні 1998 року Ерік Лі переїхав до Лондона, і з того часу сайт базується у Великій Британії. 

## Кампанії солідарності
Найвідомішим та найефективнішим інструментом координації кампаній солідарності LabourStart є багатомовні розсилки електронної пошти, які почалися з 500 імен в 1998 році та виросли за чотири роки вшестеро, до 3 227 імен, а у червні 2007 року в них налічувалося вже понад 53 000 підписників щотижневої розсилки. У квітні 2012 року на розсилки було підписано вже трохи менше 100 000 осіб. Розсилки електронної пошти використовуються LabourStart, в першу чергу, для просування онлайн кампаній солідарності на підтримку прав працівників по всьому світу.
LabourStart публікує стрічку новин українською мовою та проводив кампанії солідарності з українськими профспілками. Найбільш відомою з них була кампанія солідарності з водіями тролейбусів Куренівського депо Київпастрансу під час їхнього голодування у січні 2017 року. Завдяки закликам до солідарності, які були розповсюджені за допомогою LabourStart, меру Києва було направлено 8272 електронних листів протесту з вимогами втрутитися в ситуацію та припинити переслідування осередку Вільної профспілки залізничників України в Куренівському депо.